# Azodicarbonitril
Azodicarbonitril ist eine thermisch instabile Kohlenstoff-Stickstoff-Verbindung mit einem Stickstoffgehalt von 70 %, die den Stoffgruppen der Azoverbindungen sowie Nitrilen zugeordnet werden kann. Azodicarbonitril tritt mit der trans- und cis-Verbindung in zwei isomeren Formen auf.

## Darstellung und Gewinnung
Azodicarbonitril kann durch eine Gasphasenpyrolyse von Cyanazid bei 200 °C über das Cyanonitren als Intermediat und Stickstoffabspaltung hergestellt werden.
{\displaystyle {\ce {N3CN -> NCN + N2}}}
{\displaystyle {\ce {N3CN + NCN -> NC-N=N-CN + N2}}}
Bei der Synthese entsteht ein Isomerengemisch.
Eine andere Synthese geht vom Cyanamid aus, welches bei −50 °C mittels Natriummethanolat in Methanol in das Natriumsalz überführt wird. Eine oxidative Umsetzung mit tert-Butylhypochlorit bei −50 °C ergibt intermediär das Natriumsalz des N-Chlorcyanamids. Beim Aufheizen erfolgt im Temperaturbereich zwischen 0 °C und 10 °C unter Abspaltung von Natriumchlorid die Bildung von Cyanonitren, welches zur Zielverbindung dimerisiert.
{\displaystyle {\ce {H2N-CN + NaOCH3 -> NaNH-CN + CH3OH}}}
{\displaystyle {\ce {NaNH-CN + H9C4OCl -> NaNCl-CN + C4H9OH}}}
{\displaystyle {\ce {NaNCl-CN -> NCN + NaCl}}}
{\displaystyle {\ce {2 NCN -> NC-N=N-CN}}}
Hier entsteht ebenfalls ein Isomerengemisch.

## Eigenschaften
Azodicarbonitril ist eine kristalline, orangefarbene und flüchtige Substanz. Die beobachteten Schmelzpunkte hängen von der Herstellmethode ab. Ein über Gasphasenpyrolyse hergestelltes Produkt schmilzt schon bei 35–37,5 °C. Ein in Lösung aus Cyanamid gewonnenes Produkt schmilzt bei 50–55 °C. Die Dampfdrücke liegen bei 0 °C etwa bei 8 mmHg, bei 10 °C bei 18 mmHg und bei 20 °C bei 40 mmHg. Die Aufreinigung mittels Destillation wurde bei Temperaturen kleiner 0 °C und Drücken kleiner 1 Torr durchgeführt. Azodicarbonitril kann bei mechanischer Belastung oder Erhitzen in geschlossenen Behältern detonieren. Die Verbindung ist ohne Zersetzung in Benzol, Acetonitril, Ethylacetat, Nitromethan und 1,1,2-Trichlor-1,2,2-trifluorethan löslich. Die Lösungen in Wasser, Methanol und Diethylether sind nicht stabil. Das 13C-NMR-Spektrum zeigt nur ein Signal bei 118,3 ppm. Im IR-Spektrum sind die CN-Schwingung bei 2200 cm−1 und die NN-Schwingung bei 1650 cm−1 signifikant. Untersuchungen mittels IR- und Raman-Spektroskopie ergaben, das die Verbindung in der trans-Form vorliegen muss. Auch mit Hilfe von Gasphasenelektronenbeugungsmessungen wurde festgestellt, dass in der Gasphase im Wesentlichen das trans-Isomer vorliegt. Der Bindungswinkel zwischen der Azo- und Cyanogruppe beträgt 113°. Die Cyanogruppe ist mit 172° nicht ganz linear zum Azostickstoff gebunden.

## Reaktionen
Azodicarbonitril reagiert glatt mit Dienen zu 4,5-Diazacyclohexenen. Mit 2,3-Dimethylbutadien bildet sich durch eine [4+2]-Cyloaddition das 1,2-Dimethyl-4,5-dicyano-4,5-diazacyclohexen, mit Cyclopentadien das 5,6-Dicyano-5,6-diazabicyclo[2.2.1]hepten und mit Anthracen das 1,2,3,4-Tetrahydro-1,4-o-benzenophthalazin-2,3-dicarbonitril gebildet.

## Externe Links zu erwähnten Verbindungen
1. ↑  Externe Identifikatoren von bzw. Datenbank-Links zu N-Chlorcyanamid:  CAS-Nr.: 349652-61-5, PubChem: 13040223, Wikidata: Q125984228.